# バイヨーク・タワーII

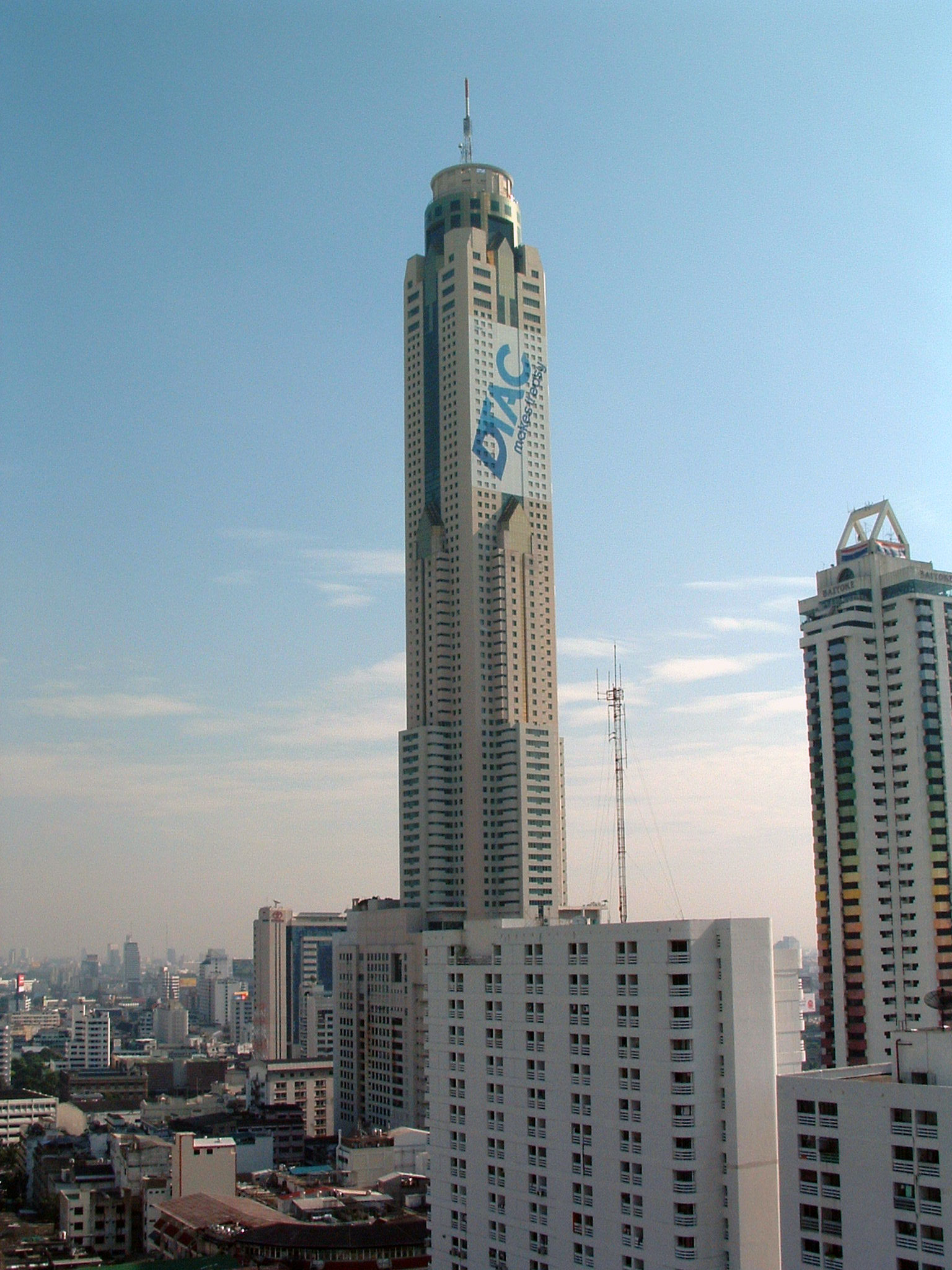
バイヨーク・タワーII

バイヨーク・タワー2(英語: Baiyoke Tower II,タイ語: ใบหยก 2)は、タイの首都であるバンコクにある超高層ビル。高さ304m、85階層を誇り、タイではアイコンサイアム（318m）、キングパワー・マハナコン(314m)の次に高く、3番目に高い建造物となる。アメリカの不動産会社Emporisのランキングでは世界第106位。1～2階は衣料品を中心とするショップが並び、3～14階は駐車場スペース、17階より上はバイヨークスカイホテルとなっており、84階に展望台が、77階と81階にスカイレストランがある。

## 歴史
1980年代後半にパンルート・バイヨークにより計画された。その後1978年のバイヨーク・タワーの建設を経て、オーストラリアとの合弁で正式に1992年正式に着工。1997年に完成した。その二年後、タワー上部にアンテナが設置され、バイヨークスカイホテルのウェブサイトでは309mと公表されていたが、高層ビル・都市居住協議会はアンテナなしでの高さである304mが正しいとした。バイヨーク・ホテルが入居したのは1999年ごろとなる。
タワー上部のアンテナはタイの民放、iTV (現在、タイの公共放送局ThaiPBS)のものである。

## 周辺
ラチャプラロップ通り沿いのプラトゥーナム地区の中心にあり、南側にはプラトゥーナム市場がある。市場の南には伊勢丹やセントラル・デパートがあり、徒歩で行くことも可能。

## アクセス
- 北側にエアポート・レール・リンクのラチャプラロップ駅がある。

- バス
  - 13,14,17,54,73,74,76,77,139,140,159,183,513,514,536

- バイヨーク・ホテルフリーシャトルが定期的にホテル周辺を走っている。

## ギャラリー

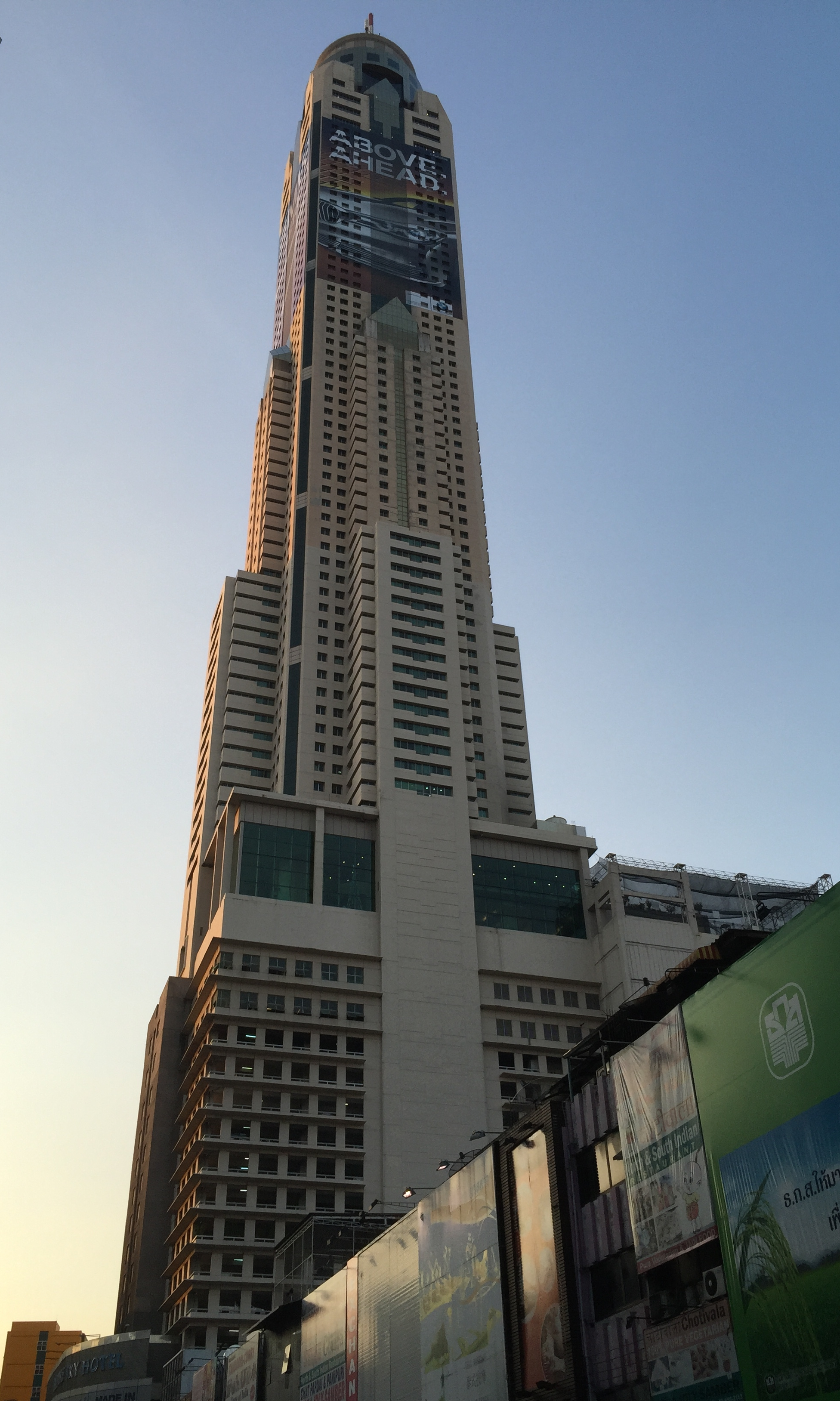
下から望む
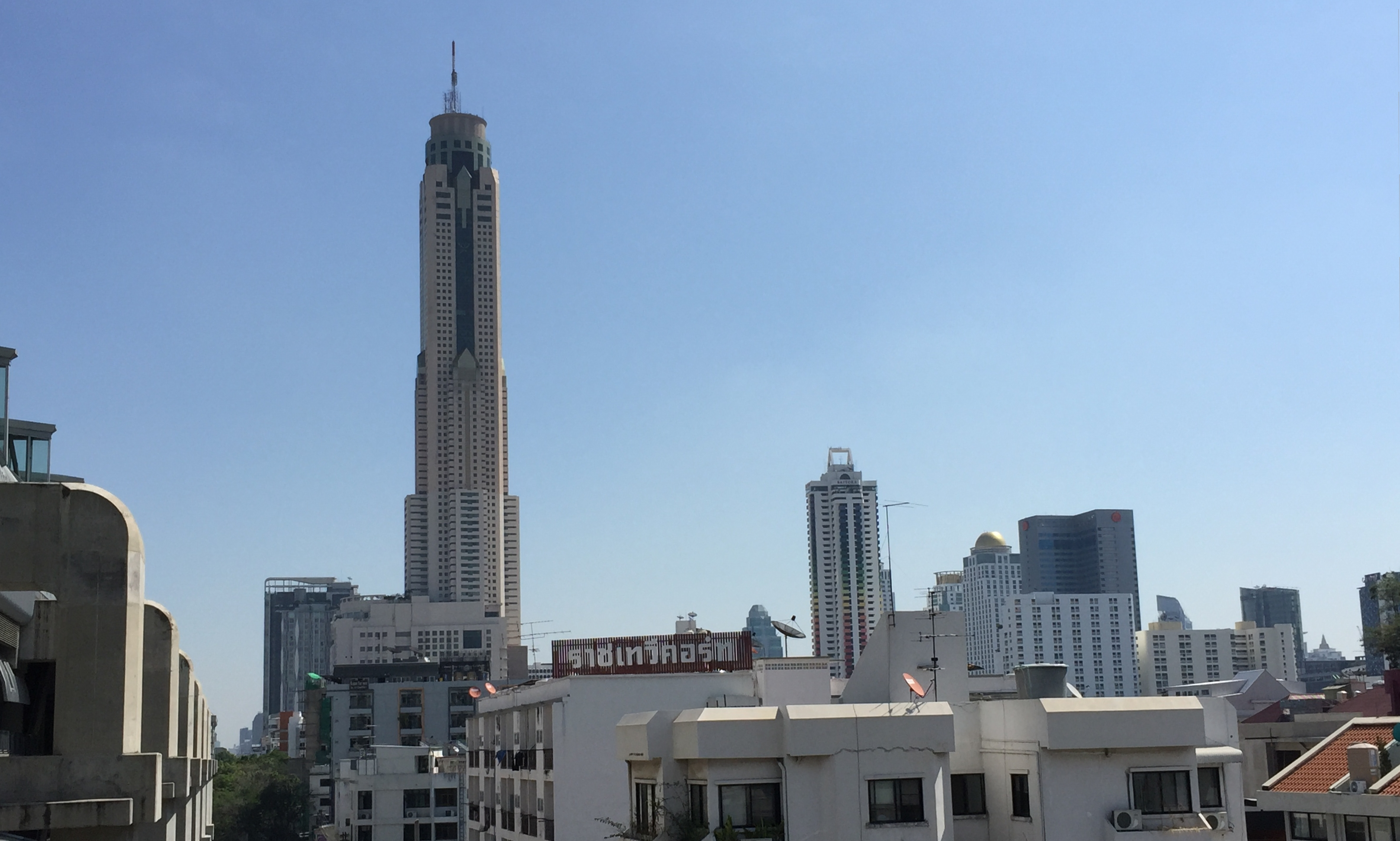
パヤータイ駅より遠景